# Saint-Germain-et-Mons
Saint-Germain-et-Mons är en kommun i departementet Dordogne i regionen Nouvelle-Aquitaine i sydvästra Frankrike. Kommunen ligger i kantonen Bergerac 2e Canton som tillhör arrondissementet Bergerac. År 2022 hade Saint-Germain-et-Mons 893 invånare.

## Befolkningsutveckling
Antalet invånare i kommunen Saint-Germain-et-Mons
Referens:INSEE